# Bizanet
Bizanet é uma comuna francesa na região administrativa de Occitânia, no departamento de Aude. Estende-se por uma área de 37,09 km². Em 2010 a comuna tinha 1 759 habitantes (densidade: 47,4 hab./km²).